# Перламутрове порно
«Перламутрове Порно (Супермаркет самотності)»[ISBN відсутній] — роман української письменниці Ірени Карпи, що вийшов в 2005 році у видавництві «Дуліби». Перекладена російською, болгарською, чеською мовами.[джерело?] Перевидана у 2008 році у Харкові книжковим клубом «Клуб сімейного дозвілля» під назвою «Супермаркет самотності. Перламутрове порно».

## Сюжет
Головна героїня, Катакана Клей, подорожує по таких екзотичних країнах як Індонезія та Шрі Ланка, і по відоміших Росії, Німеччині та Україні, заїжджає в Москву, потім у Берлін та Київ. Поряд з героїнею присутні сучасні персонажі суспільства, такі як «дєвучки з Києва», «українські даїшники», «круті хлопці с Маскви», представники різних релігій як мусульмани, християни та просто атеїсти, геї з Фінляндії, наркомани, хворі на СНІД та багато інших.